# GNOWSYS
GNOWSYS (en anglais « Gnowledge Networking and Organizing SYStem ») est une spécification pour réseaux distribués basés sur la gestion des connaissances visant au développement de contenu Web sémantique.

## Historique
Le projet, initié en 2001 par Nagarjuna G. dans le cadre de ses activités au sein du laboratoire HBCSE (Homi Bhabha Centre for Science Education) à Bombay, a été développé puis maintenu pour le projet GNU avec Zope et Python, avant d'être réimplémenté sous la forme d'une application Django. Initialement distribué sous la licence GPL, GNOWSYS est aujourd'hui disponible sous la licence AGPL.

## Nagarjuna Gadiraju
Philosophe des sciences et pédagogue indien né en 1960, auteur et mainteneur de GNOWSYS, a été aussi président du conseil d'administration de la Free Software Foundation India.

## Documents
- (en) Nagarjuna G., « GNOWSYS: A System for Semantic Computing » [PDF], Homi Bhabha Centre for Science Education (Tata Institute of Fundamental Research), 2004 : « GNOWSYS prototype building began in 2001 with the first release (0.2) in 2002. The current release version is 0.6 at the time of writing this document. »
- (en) Meena Kharatmal, Sandhya R. et Nagarjuna G., « Information and Knowledge Management Using GNOWSYS » [PDF], Homi Bhabha Centre for Science Education (Tata Institute of Fundamental Research), 2005 (CiteSeerx 10.1.1.628.8416)
- (en) Divya Sinha, Alpesh Gajbe, Rajiv Nair, Ganesh Gajre et Nagarjuna G., « GNOWSYS-mode in Emacs for collaborative construction of knowledge networks in plain text » [PDF], Homi Bhabha Centre for Science Education (Tata Institute of Fundamental Research), 2009 : « GNOWSYS-mode is an Emacs extension package for knowledge networking and ontology management using GNOWSYS (Gnowledge Networking and Organizing SYStem) as a server. The demonstration shows how to collaboratively build ontologies and semantic network in an intuitive plain text without any of the RDF notations, though importing and exporting in RDF is possible. »
- (en) Divya Sinha, Alpesh Gajbe, Rajiv Nair, Ganesh Gajre et Nagarjuna G., « GNOWSYS-mode: An Emacs based Text Editor for Semantic and Structured Document Editing » [PDF], Homi Bhabha Centre for Science Education (Tata Institute of Fundamental Research), 2009 : « Keeping the requirements of the semantic web in mind we have developed a pure text based collaborative editing environment to create, update and manage knowledge networks and structured documents. It works as a client to the GNOWSYS server. GNOWSYS (Gnowledge Networking and Organizing System) is a frame based triple-store supporting version control, publishing and managing multiple ontologies along with instances. »